# Personaggi di Mazinga
Questa è una lista dei personaggi delle serie originali manga e anime Mazinga Z (マジンガーZ?, Majingā Z), Il Grande Mazinga (グレートマジンガー?, Gurēto Majingā) e UFO Robot Goldrake (ＵＦＯロボグレンダイザー?, UFO Robo Gurendaizā) e delle serie spin-off derivate.

## Protagonisti

### Tetsuya Tsurugi
Tetsuya Tsurugi (剣鉄也,?, Tsurugi Tetsuya) è un giovane orfano adottato dal professor Kenzo Kabuto che l'ha addestrato per prendere la guida del Grande Mazinga (alto 26 metri e pesante 23 tonnellate) in battaglia. Non avendo mai avuto compagni di giochi o un'istruzione normale ha un carattere inquieto e solitario. Inizialmente insofferente verso Koji, si legherà sempre più a lui, con conseguente rispetto reciproco. Nell'originale è doppiato da Ryōichi Tanaka (Mazinga Z contro il Generale Nero), Keiichi Noda (dal 1974 al 1975), Hiroshi Yanaka (Mazinkaiser), Fumihiro Awano (Mazinger Edition Z: The Impact!) e Toshihiko Seki (Mazinga Z Infinity). In italiano è doppiato da Piero Tiberi (1979-1999), Giuliano Bonetto, (Mazinkaiser), Valerio Amoruso (Mazinger Edition Z: The Impact!), Lorenzo De Angelis (Mazinga Z) e Simone D'Andrea (Mazinga Z Infinity).

### Jun Hono
Jun Hono (炎ジュン,?, Honō Jun) è un'orfana, figlia di uno statunitense di colore e di una giapponese,  allevata fin da piccola dal dottor Kabuto assieme a Tetsuya per diventare pilota di robot. Jun risulta essere il diminutivo del suo vero nome, Junette (così infatti la chiama, in una delle prime apparizioni, Tetsuya). È esperta di arti marziali, suona la chitarra e guida una veloce motocicletta. Soffre per la condizione di mulatta, ma a parte un episodio di crisi, non lo dà mai a vedere. È molto affettuosa con il piccolo Shiro, mentre come pilota è in competizione con Tetsuya, che spesso la tratta con disprezzo. Guida la "Regina delle stelle", una sorta di navicella che si incastra nella testa del robot "Venus Alpha", permettendole di attivarla. Al termine della serie Tetsuya nel letto d'ospedale si confida con Jun e si pente della gelosia che nutriva per Koji. Nell'anime successivo Mazinga Z Infinity Jun e Tetsuya si sono finalmente sposati e lei è incinta del loro figlio.  Nell'originale è doppiata da Yumi Nakatani (1974-1976), Mitsuki Saiga (2001-2003) e Ami Koshimizu (Mazinga Z Infinity). In italiano è doppiata da Maria Grazia Dominici (1979-1999), Germana Dominici (Mazinga contro gli Ufo Robot, Gli Ufo Robot contro gli invasori spaziali), Alessandra Korompay (Mazinkaiser) e Giulia Santilli (Mazinga Z Infinity).

### Kenzo Kabuto
Kenzo Kabuto (兜剣造?, Kabuto Kenzō) è il responsabile della Fortezza delle Scienze, l'istituto scientifico che funge da base operativa per il Grande Mazinga. Kenzo è padre di Koji Kabuto, pilota di Mazinga Z e del piccolo Shiro. Creduto morto in un incidente, viene salvato dal padre Juzo Kabuto che lo ricrea come cyborg per evitargli una morte sicura. Kenzo passa la maturità tra la progettazione del Grande Mazinga e della Fortezza delle Scienze e l'addestramento degli orfani Tetsuya e Jun, da lui allevati come suoi figli. Nell'originale è doppiato da Hidekatsu Shibata (1974-1975) e Akimitsu Takase (Mazinger Edition Z: The Impact!). In italiano è doppiato da Gianni Marzocchi (1ª voce ne Il Grande Mazinger), Sandro Iovino (1979-2015) e Massimo Corvo (1998-1999).

### Actarus/Duke Fleed
Duke Fleed (デューク・フリード?, Dyūku Furīdo) è il principe del Pianeta Fleed, che è stato invaso dalle forze del malvagio Re Vega e reso inabitabile per le radiazioni. I re di Fleed muoiono nell'attacco, ma Duke riesce a salvarsi con Goldrake e a trovare nascondiglio sulla Terra sotto il nome di Actarus (Daisuke Umon nella versione originale giapponese) facendosi passare per il figlio del dottor Procton (Genzo Umon), direttore dell'Istituto di ricerche spaziali. Comincia a combattere al fianco dei terrestri per la difesa del suo pianeta di adozione minacciato dalle truppe del Re Vega, che hanno stabilito una base sulla Luna. Al comando del robot Goldrake (Grendizer in originale), Duke Fleed riesce a respingere l'invasione nemica, grazie anche all'aiuto del pilota terrestre Koji Kabuto, che pilota un piccolo disco volante. Durante i periodi di tregua egli lavora come dipendente nella fattoria di Rigel (Danbei Makiba) frequentando così i suoi due figli, la giovane Venusia (Hikaru) e il piccolo Mizar (Goro). All'inizio solo il dottor Procton e Koji conoscono la vera identità di Actarus, che in seguito viene scoperta da Venusia, la quale deciderà allora di scendere in campo a combattere al suo fianco. Nell'originale è doppiato da Kei Tomiyama, Isao Sasaki (UFO Robot Gattaiger - La grande battaglia dei dischi volanti), Yusuke Hoshino (UFO Robot Goldrake: Il banchetto dei lupi) e Miyu Irino (Goldrake U). In italiano è doppiato da Romano Malaspina, Roberto Chevalier (in Mazinga contro gli Ufo Robot), Gianni Marzocchi (Gli Ufo Robot contro gli invasori spaziali), Massimiliano Virgilii (UFO Robot Gattaiger - La grande battaglia dei dischi volanti), Gianfranco Miranda (UFO Robot Goldrake: Il banchetto dei lupi) e Federico Talocci (Goldrake U).

### Venusia
Venusia (牧葉ひかる?, Makiba Hikaru) è la maggiore dei due figli di Rigel, il titolare della fattoria adiacente all'Istituto di Ricerche Spaziali del dottor Procton. È innamorata romanticamente di Actarus, non immaginando che il giovane proviene dal pianeta Fleed. Inizialmente è una ragazza dolce, ingenua e timorosa, dedita solo agli animali della fattoria. Dopo aver ricevuto una trasfusione del sangue alieno di Actarus, resasi necessaria per salvarle la vita, il suo personaggio si trasforma, anche graficamente,  in una donna più matura, piena protagonista delle proprie azioni. Decide di affiancare Actarus e Koji in battaglia, tanto che per lei verrà messo a punto un nuovo mezzo da combattimento, il Delfino Spaziale, in grado di agganciarsi a Goldrake e immergersi in acqua. In alcuni episodi guida anche la moto di Actarus,  Goldrake 2 e la Trivella spaziale. Nell'episodio finale Venusia pilota una speciale navicella spaziale per attaccare la base lunare di Re Vega. Il suo sogno d'amore subisce un duro colpo quando viene a sapere della storia passata tra Actarus e la principessa Rubina di Vega e termina definitivamente quando Actarus fa ritorno con la sorella Maria al pianeta Fleed. È doppiata da Chiyoko Kawashima, Emiri Suyama (UFO Robot Goldrake: Il banchetto dei lupi) e Nao Tōyama (Grendizer U) e in italiano da Rosalinda Galli e Valentina Mari (UFO Robot Goldrake: Il banchetto dei lupi).

### Maria Fleed
Maria Grace Fleed (グレース・マリア・フリード?, Maria Grace Fleed) è la sorella minore di Duke Fleed, tratta in salvo da bambina e portata sulla Terra da un suddito fedele quando il suo pianeta fu invaso da Re Vega. Cresce ignara delle sue origini e si ricongiunge al fratello solo dopo molto tempo.  Porta sempre al collo un ciondolo, identico a quello del fratello, simbolo della famiglia reale di Fleed. Impara velocemente a pilotare la Trivella spaziale, e usa anche gli alti mezzi all'occorrenza. Ama andare in moto e a cavallo ed è legata da amicizia con Alcor. Ha poteri telepatici ed è in grado di cogliere intuizioni relative al futuro. Al termine della serie parte su Goldrake con Actarus per tornare al pianeta Fleed, divenuto nuovamente abitabile. È doppiata in originale da Rihoko Yoshida e Minami Tanaka (Grendizer U), mentre in italiano da Emanuela Rossi, (1ª voce ed. 1978), Liliana Sorrentino, (2ª voce ed. 1978) Letizia Scifoni (ed. 2005), e Katia Sorrentino (Goldrake U).

### Dottor Procton
Dottor Procton, Genzo Umon nella versione originale, è un appassionato di ricerche spaziali e direttore del Centro di Ricerche, il luogo in cui sono nascosti Goldrake e la sua astronave. Al fine di coltivare il suo sogno di conoscere e studiare lo spazio farà molti sacrifici, rinunciando per esempio ad una famiglia.
La sua passione per le ricerche spaziali viene dimostrata nell'episodio in cui il comandante vegano Gandal scendendo sulla Terra con la sua astronave attacca il Centro. Procton per salvarlo dalla distruzione ha una sola possibilità: trasformarlo in una struttura bellica a tutti gli effetti, in questo modo dovendo rinunciare al suo sogno spaziale a cui si è dedicato per tutta la vita. Dopo una dura riflessione decide di salvare il Centro, trasformandolo però in una macchina da guerra, che lui disprezza profondamente.
Uomo dal carattere chiuso ma solidale, generoso e molto determinato nei suoi obiettivi, è inoltre molto intelligente e astuto, riuscendo a ragionare a mente fredda anche nelle situazioni più difficili. I suoi interventi riescono a salvare molteplici volte Goldrake e il team terrestre dagli assalti di Vega.
Un'altra dimostrazione della sua intelligenza e astuzia è quella di riuscire a inventare e costruire dei velivoli in aiuto a Goldrake, come Goldrake 2 (che diminuisce sensibilmente i "tempi morti" cioè i tempi nei quali il robot è vulnerabile agli attacchi dei nemici), il Delfino Spaziale e la Trivella Spaziale (che aiutano il robot negli ambienti in cui è in difficoltà, cioè sott'acqua e sotto terra).
Per quanto riguarda i rapporti personali è molto amico di Rigel Makiba il proprietario della fattoria Shirakaba e dei suoi due figli (Venusia e Mizar), collabora con Alcor e lo porta con il suo disco, il TFO, al Centro di Ricerche (questa scena si può vedere nel primo episodio). Nel corso della serie sviluppa un legame molto forte con Actarus, legame che diventerà simile a quello tra un padre e un figlio. Questo si vede chiaramente nell'episodio in cui non dice al comandante vegano Hydargos il posto nel quale si è nascosto Goldrake pur subendo pesanti torture dall'extraterrestre. In originale è doppiato da Yasuo Hisamatsu (UFO Robot Gattaiger - La grande battaglia dei dischi volanti), Joji Yanami, Shinobu Matsumoto (UFO Robot Goldrake: Il banchetto dei lupi) e Takuya Kirimoto (Grendizer U), nella versione italiana è stato doppiato da Elio Zamuto, Sandro Iovino e Antonio Sanna (UFO Robot Goldrake: Il banchetto dei lupi).

## Antagonisti principali

### Conte Blocken
Il Conte Blocken (ブロッケン伯爵?, Count Blocken) è un ex ufficiale nazista, resosi responsabile di varie azioni militari durante la seconda guerra mondiale. Viene raccolto quasi morente dal dottor Inferno (a seguito di un incidente d'auto), che decide di salvarlo collegando la sua testa a un corpo meccanico, dal quale però rimane sempre separata. In seguito, talvolta affiancato dal Barone Ashura, combatte numerose volte contro Mazinga Z. Muore nello scoppio della sua fortezza volante, abbattuta dal robot.  In italiano è doppiato da Dante Biagioni e Stefano Alessandroni (in Mazinga Z).

### Visconte Pigman
Il Visconte Pigman è il risultato di un folle esperimento del dottor Inferno sui resti di due africani - uno stregone pigmeo rimasto senza gambe e un guerriero masai decapitato - cui poi è stata nuovamente infusa vita: in pratica è un essere dove il pigmeo è stato attaccato sul corpo del masai in luogo della testa. Ha un carattere subdolo e viscido: non soltanto nei confronti di Mazinga Z, ma anche verso lo stesso dottor Inferno, che decide di tradire. Per la sua capacità di usare la magia voodoo, Pigman si rivela un avversario particolarmente ostico, ma alla fine viene ucciso da Mazinga Z. Talvolta viene chiamato Marchese Pigman. In italiano è doppiato da Loris Loddi.

### Granduca Gorgon
Il Granduca Gorgon (ゴーゴン大公?, Gōgon Taikō) è l'ambasciatore dei Micenei, trasformato in un cyborg dal Generale Nero. L'aspetto che ha preso Gorgon dopo tale processo può ricordare quello di un centauro: egli conserva i tratti originari nella testa e nella parte superiore del busto, che poggia sulle zampe posteriori di una tigre meccanica. Il dottor Inferno, che ha individuato la sede sotterranea dei Micenei, promette loro di farli ritornare in superficie e in cambio chiede di essere aiutato nella lotta contro Mazinga Z e nella conquista del mondo. Gorgon accetta l'accordo e gli presta i propri mostri guerrieri. In Mazinga Z, è l'unico degli aiutanti di Hell a sopravvivere: nel finale apparentemente abbandona lo scienziato al suo destino di morte. Questi riappare nel successivo capitolo Il Grande Mazinga; dopo essere stato raccolto da Gorgon in fin di vita, Inferno viene risvegliato dall'Imperatore delle Tenebre, il supremo capo dei Micenei. Gorgon è il primo tra i Micenei ricorrenti a morire in Il Grande Mazinga.  In italiano è doppiato da Daniele Tedeschi (ne Il Grande Mazinger) e Dario Oppido (2° voce in Mazinga Z).

### Imperatore delle Tenebre
Supremo capo dei Mikenes (gli antichi Micenei), l'Imperatore delle Tenebre viene rappresentato come un gigantesco essere fiammeggiante, di cui si intravedono solo due occhi rossi e una sorta di ghigno malefico. Alla fine della storia non è chiaro quale sia stato il suo destino ma è palese che non sia stato distrutto dal Grande Mazinga, anche perché non ha mai sfidato apertamente il robot.
Ma nel manga di Ufo Robot Goldrake di Gosaku Ota (che si scollega molto dall'anime originale per trama e fatti e si riallaccia di più con la saga dei due Mazinga) si scopre finalmente la sua vera natura: un cervello collegato a un gruppo di organi, col cuore contenuto dentro una teca: la figura fiammeggiante dove si impersonifica altro non è che una massa di energia controllata da lui a distanza. L'Imperatore invita a sorpresa gli eroi nella sua sede sotterranea volendo stringere con essi un'alleanza per respingere le forze di Vega che hanno invaso la Terra. Gandal con le sue truppe attacca Mikene e sfida apertamente l'Imperatore ad armi pari assumendo come lui sembianze fiammeggianti, e dopo aver scoperto il suo segreto fa dirigere i propri soldati nel luogo dove si trova la teca per distruggerla, ma Koji e Actarus riescono ad arrivare in tempo e fermano i vegani. L'Imperatore chiede ai due di essere trasportato in un posto al sicuro, ma Koji fa cadere la teca, che si rompe e provoca così la fine del sovrano miceneo; di conseguenza il popolo di Mikene, rimasto senza guida, viene sterminato completamente in pochi secondi dalle truppe di Vega.
Nell'OAV Mazinga edition Z, l'Imperatore delle Tenebre è lo spirito della divinità Ade, uno dei tre comandanti supremi dei Mikenes, insieme a Zeus e Poseidone. Ade viene sconfitto, in un'era antecedente la civiltà Greca, da Zeus sull'isola di Bardos dopo essere stato chiamato dal Granduca Gorgon, in combutta con Tristan e Isolde (futuri Barone Ashura), per porre fine alla ribellione di Zeus che contrasta la volontà di dominio del pianeta e la distruzione della razza umana da parte dei Micenei stessi. Durante il combattimento Zeus riesce a sconfiggere Ade che prima di scomparire assume le forme del futuro imperatore delle tenebre e dichiara il suo futuro ritorno sulla terra per reclamarne il dominio.
Nel manga crossover Devilman vs Hades la vera identità dell'Imperatore delle Tenebre viene riconfermata come quella di Ade. Lo vediamo coinvolto in uno scontro con Akira Fudo che, desideroso di chiedergli di resuscitare la sua amata Miki (uccisa da una folla impazzita al termine del manga Devilman) invade gli Inferi massacrando gran parte delle divinità che lo governano (tra cui Persefone, moglie dell'Imperatore). Ade propone così un patto ad Akira: uccidere Tetsuya Tsurugi e distruggere il Grande Mazinga, in cambio della resurrezione di Miki. È doppiato da Mario Lombardini e Giorgio Bassanelli Bisbal.

### Generale Nero
Il Generale Nero è il signore dell'antico popolo dei Mikenes: dopo aver spodestato il principe Kerubinus, trasforma in seguito tutta la sua gente in un esercito di cyborg e mostri guerrieri per poter far ritorno sulla superficie, uscendo dalle viscere della Terra dove si erano rifugiati. A sua volta, il Generale deve però obbedienza al Supremo Imperatore delle Tenebre. Il suo corpo meccanico, come quello della maggior parte degli altri personaggi di Mikene, possiede una seconda testa incastonata nel torace che costituisce di fatto quella principale. Con i suoi 35 metri di altezza egli sovrasta i suoi sottoposti, molti mostri guerrieri e anche lo stesso robot Grande Mazinga.
Dopo aver ordinato vari attacchi contro il Grande Mazinga, il Generale Nero decide di affrontare personalmente il suo nemico in un duello sul campo. Il robot terrestre esce vincitore dallo scontro in modo del tutto fortunoso e segnato da ingenti danni. Il Generale muore esplodendo in una fragorosa detonazione, nel tentativo di trascinare con sé l'avversario. Nell'edizione italiana è chiamato talvolta Gran Signore delle Tenebre o Grande Signore delle Tenebre.  In italiano è doppiato da Renato Mori, Sandro Iovino, Simone Mori (Mazinga Z)

### Ministro Argos
Il Ministro Argos è il braccio destro del Generale Nero: dopo il processo di robotizzazione a cui si è sottoposto, la sua testa primitiva si trova al posto della mano sinistra del nuovo essere così ottenuto ed è attaccata a un bastone che può fungere anche da spada. Ha come collaboratrice la Marchesa Yanus, ed è spesso in contrasto col Grande Maresciallo del Demonio, subentrato al Generale dopo la sua morte. Il suo corpo meccanico in un episodio viene distrutto dal Grande Mazinga, ma Yanus riesce a salvarne la testa originaria, che continua ad avere vita propria: Argos morirà comunque dentro la fortezza, nello scontro finale. In italiano è doppiato da Carlo Allegrini.

### Marchesa Yanus
La Marchesa Yanus (il cui nome deriva da Giano, divinità latina bifronte) è una sottoposta del ministro Argos. Dirige la base avanzata dell'isola vulcanica e comanda il gruppo armato dei Cattloo, soldati robotici con aspetto di uomini-gatto. È l'unica tra i Mikenes capace di cambiare aspetto a piacimento e di abbandonare il proprio corpo meccanico, il che le permette di fare spesso incursioni sulla superficie terrestre. In forma umana può far ruotare la sua testa, che dispone di due facce - una estremamente affascinante e una mostruosa - e sulla sua spalla sinistra porta sempre un gatto nero, vivo, mentre con la mano destra impugna un bastone bianco. Col corpo meccanico è invece in grado di utilizzare artigli affilati come armi. Morirà dentro la fortezza, nello scontro finale. In italiano è doppiata da Germana Dominici.

### Generale Yuri Caesar
Il Generale Yuri Caesar (il nome viene da Giulio Cesare)  è uno dei sette generali sottoposti del Generale Nero: a lui viene affidata la responsabilità dei mostri guerrieri antropomorfi. L'aspetto da lui assunto dopo il processo di robotizzazione è quello di un guerriero in armatura sul cui torace si trova la testa originaria, mentre la testa robotica è usata all'occorrenza come arma da lancio. Possiede anche una potente spada, da lui utilizzata nei combattimenti corpo a corpo. È presente nella battaglia finale contro Mazinga ma non ci è dato sapere se sia morto. In italiano è doppiato da Mario Mastria.

### Generale Anghoras
Il Generale Anghoras è uno dei sette generali sottoposti del Generale Nero, responsabile dei mostri guerrieri acquatici (pesci e anfibi). L'aspetto che Anghoras ha assunto dopo il processo di robotizzazione è quello di un'enorme rana pescatrice: la testa originaria si trova su un peduncolo posto tra le antenne. Possiede boomerang che scaglia con grande velocità, e in acqua risulta più forte e veloce. Viene distrutto nell'ultimo episodio da Venus Alpha. In italiano è doppiato da Arturo Dominici.

### Generale Rygan
Il Generale Rygan è uno dei sette generali sottoposti del Generale Nero, responsabile dei mostri guerrieri mammiferi. L'aspetto da lui assunto dopo il processo di robotizzazione è quello di un leone dalla criniera particolarmente folta, mentre la testa originaria è posizionata sull'addome. Al posto delle gambe ha due zampe di ippopotamo, il che gli consente di caricare con grande potenza i nemici. Viene distrutto nell'ultimo episodio da Mazinga Z. In italiano è doppiato da Vittorio Di Prima.

### Generale Vardallah
Il Generale Vardallah, conosciuto anche come Birdler, è uno dei sette generali sottoposti del Generale Nero, responsabile dei robot uccelli. Il suo aspetto è quello di un potente rapace tipo aquila e le sue armi principali sono le ali, molto taglienti, che gli permettono anche di volare molto velocemente. È l'unico tra i sette generali a non essere presente nella battaglia finale: la sua ultima apparizione è infatti nell'episodio 47. In italiano è doppiato da Aldo Barberito.

### Generale Drayato
Il Generale Drayato è uno dei sette generali sottoposti del Generale Nero, responsabile dei mostri guerrieri rettili. In seguito al processo di robotizzazione, assume sulla sommità una testa di drago cinese, mentre quella originaria è incastonata nel torace. La sua arma principale è un potente alito infuocato, inoltre è in grado di volare. A volte è chiamato anche Dreidow. Viene tagliato in due dalle ali di Mazinga Z nell'ultimo episodio. In italiano è doppiato da Alessandro Sperlì.

### Generale Scarabeth
Il Generale Scarabeth è uno dei sette generali sottoposti del Generale Nero: a lui sono affidati i mostri guerrieri insetti. In seguito al processo di robotizzazione l'aspetto da lui assunto è quello di un gigantesco scarabeo, con la testa originaria montata sul torace. La sua arma principale è un potente acido che può secernere dalla bocca, inoltre egli è in grado di volare. Esplode insieme alla fortezza nell'ultimo episodio mentre cerca di riparare i motori. In italiano è doppiato da Gino Donato.

### Generale Hardias
Il Generale Hardias è uno dei sette generali sottoposti del Generale Nero. Egli è il responsabile della categoria dei mostri guerrieri demoniaci e degli spiriti della morte. In seguito al processo di robotizzazione, Hardias impugna una falce nella mano destra e una delle sue quattro teste nella sinistra, mentre sulla sommità si trova la seconda, ovvero un teschio rovesciato; la terza testa è un altro teschio capovolto, che costituisce il suo addome; la quarta, quella originaria, è incastonata nella gabbia toracica. Ha la capacità di ipnotizzare per breve tempo le sue vittime. Viene sconfitto da Mazinga Z dopo un breve combattimento nell'ultimo episodio. In italiano è doppiato da Romano Ghini.

### Principe Kerubinus
Antico sovrano dei Micenei, di indole pacifica, il Principe Kerubinus è stato detronizzato dal Generale Nero. Dopo essere rimasto imprigionato per molto tempo, viene liberato e trasformato in un mostro guerriero (caratterizzato però, cosa insolita per un miceneo biomeccanico, dalla presenza di una sola testa, che oltretutto rimane quella originaria: il suo aspetto è per il resto quello di un robot con un paio di ali), per combattere il Grande Mazinga sotto la falsa promessa della restituzione del trono; egli è stato in realtà collegato a un ordigno esplosivo. Kerubinus si rifiuta all'inizio di affrontare Venus, mandata in avanscoperta, volendo misurarsi in modo leale solo con il Grande Mazinger, ma poi si scontra con lei, per attirare il robot. Il Grande Mazinger arriva e sta per prevalere; proprio allora Kerubinus scopre di essere stato ingannato e cessa la lotta. Nel poco tempo rimastogli si suicida, scagliandosi contro Mikeros, la fortezza dei Micenei, diversi dei quali restano uccisi. La sua tragica fine commuove tutti gli eroi, soprattutto Jun. Nella versione originale il nome del personaggio è Sorgi (l'episodio in cui appare si intitola infatti Sorgi, principe di Mikene). In italiano è doppiato da Franco Aloisi.

### Gyrgler
Gyrgler è uno dei mostri di Mikenes. In italiano è doppiato da Diego Michelotti.

### Barbarius
Barbarius è uno dei mostri cyborg micenei. Il suo aspetto è quello di un enorme gorilla con la testa umana sulla pancia. Possiede una terrificante forza ed è provvisto di una mazza sul braccio. Questo personaggio è chiaramente ispirato a King Kong.

### Re Vega
Re Vega (ベガ大王?, Vega Daiō) è il potente e malvagio monarca della stella Vega. Di corporatura robusta ed imponente, assomiglia ad un demonio ed è vestito in maniera austera; non possiede nessun potere particolare ma come regnante ha il controllo di tutte le forze militari vegane.
Conquistatore di numerose galassie, è anche il responsabile dell'invasione del pianeta natale di Actarus, Fleed, resa possibile tramite la contaminazione con il Vegatron. Affida la missione dell'invasione terrestre ai suoi diretti sottoposti, Hydargos, Gandal e Zuril, i quali vengono spesso ripresi per i continui fallimenti riportati nelle battaglie contro Goldrake. Quando sarà poi la stella Vega a rimanere contaminata dalle radiazioni di Vegatron, fuggirà con le proprie truppe, abbandonando i sudditi e trasferendosi sulla Luna. Da qui continua a dare ordini, fin quando deciderà di scendere in campo egli stesso. Goldrake lo sconfigge nell'ultimo episodio della serie, lasciandolo morire con la distruzione della sua astronave.
Nei primi anni di regno, tuttavia, il re Vega era alleato del pianeta Fleed e aveva dato il proprio assenso al matrimonio tra la figlia Rubina e il principe Duke Fleed/Actarus; alla vigilia delle nozze tuttavia aveva imposto ai due di separarsi, deciso a invadere Fleed a tradimento. Sul finire della serie promette in sposa Rubina al primo ministro Zuril, ma lei lo rifiuta e cerca di ricongiungersi con Duke Fleed sulla Terra. L'amore per la figlia è l'unico tratto positivo del sovrano alieno, che alla morte di lei esternerà tutto il suo dolore.
È doppiato in giapponese da Joji Yanami da Ryoma Masuda (in UFO Robot Goldrake: Il banchetto dei lupi) e Nozomu Sasaki in (Grendizer U) e in italiano da Gino Donato (ed. 1978), Sergio Tedesco (ed. 2005) ed Edoardo Siravo (in UFO Robot Goldrake: Il banchetto dei lupi, Goldrake U).

### Hydargos
Hydargos è il vegano che nei primi episodi dell'anime scatena la maggior parte degli attacchi contro Goldrake, il robot terrestre pilotato da Actarus. Di formazione militare, ha un carattere spietato e combatte soprattutto per acquisire gloria personale. Soffre di complessi d'inferiorità per il suo status di comandante in seconda, dovendo egli obbedire a Gandal, che lo rampogna per le continue sconfitte: queste sono dovute al fatto che i piani da lui messi a punto non si fondano minimamente su componenti strategiche. Hydargos sfoga le sue frustrazioni nell'alcool, e il suo odio nei confronti di Goldrake andrà aumentando di pari passo con l'insofferenza di Gandal. Infine decide di tentare il tutto per tutto contro Goldrake, affrontandolo personalmente: la sua sarà una morte eroica. È doppiato da Kenji Utsumi (UFO Robot Gattaiger - La grande battaglia dei dischi volanti), Ken'ichi Ogata, Mitsuru Ogata (UFO Robot Goldrake: Il banchetto dei lupi) e Wataru Takagi (Grendizer U) e in italiano da Aldo Barberito, Franco Odoardi, Erasmo Lo Presto, Vittorio Di Prima (ridoppiaggio 2005), Pierluigi Astore (UFO Robot Gattaiger - La grande battaglia dei dischi volanti) e Rodolfo Traversa (UFO Robot Goldrake: Il banchetto dei lupi).

### Generale Gandal
Gandal è il generale supremo della base lunare Skullmoon delle forze alleate di Vega e l'antagonista che appare più frequentemente nella serie Atlas Ufo Robot. Molto competitivo verso i suoi stessi collaboratori, ne elimina alcuni per questo motivo, mentre nutre una vera e propria venerazione per Re Vega, cui resterà sempre fedele. Architetta svariati piani per sconfiggere Duke Fleed e il suo UFO Robot, ma lo affronterà veramente faccia a faccia solo nell'ultimo episodio. Ha una moglie, Lady Gandal, che risiede inizialmente all'interno del cranio di lui (numerose sono le scene in cui la faccia di Gandal si apre spasmodicamente per permettere ad entrambi di parlare). Ufficiale devoto del Regno ed implacabile condottiero, sul finire della serie uccide Lady Gandal, traditrice della causa, che aveva tentato di eliminare Re Vega per stabilire una tregua coi terrestri: ma così facendo egli finisce per procurarsi una ferita mortale. Conscio dunque della fine imminente, attuerà un attacco suicida contro l'odiato Duke Fleed, senza però riuscire nell'intento.  Nell'originale è doppiato da Kosei Tomita, Takeshi Hirabayashi (UFO Robot Goldrake: Il banchetto dei lupi) e Takehito Koyasu (Grendizer U), mentre in italiano è doppiato da Massimo Bitossi (ridoppiaggio 2005), Guido De Salvi, Germano Longo e Massimo Lodolo (UFO Robot Goldrake: Il banchetto dei lupi).

### Lady Gandal
Lady Gandal, vegana come il marito, vive in vera e propria simbiosi con lui. Nei primi episodi dell'anime, ella viene rappresentata come una minuscola donna annidata all'interno del volto di Gandal: la si vede solo quando prende la parola, affacciata dalla testa del marito che per l'occasione si apre a metà quasi fosse una finestra. I due coniugi, rimasti gravemente ustionati durante uno scontro con Duke Fleed, vengono sottoposti a un delicato intervento per guarire dalle bruciature: Lady Gandal subisce allora una complessa trasformazione, sia nell'aspetto, diventando un volto sovrapponibile a quello del marito (un po' come le due metà del Barone Ashura di Mazinger Z), sia caratterialmente, facendosi meno aggressiva ma più subdola. Verso la fine della serie, la coppia riporta un trauma cranico durante un nuovo scontro col robot terrestre, in seguito al quale Lady Gandal sembra addirittura sviluppare un mutamento di personalità, arrivando a tramortire il marito e a promettere ai terrestri di non combattere più contro di loro. Quest'atteggiamento di Lady Gandal è dettato forse anche da constatazioni realistiche, fatto sta che la donna, una volta ritornata alla base di Re Vega, assale con una pistola a raggi il sovrano, dichiarando di volerlo uccidere; ma proprio in quel momento Gandal si sveglia e dopo aver compreso tutto punta l'arma contro la moglie, finendo poi per uccidere lei e ferire mortalmente sé stesso. È doppiata nell'originale da Kazuko Sawada, Toshiko Sawada (Super Robot Wars A Portable), Sachiko Kojima (UFO Robot Goldrake: Il banchetto dei lupi) Akeno Watanabe (Grendizer U) e in Italia da Francesca Palopoli, Anna Teresa Eugeni e Cristina Boraschi (UFO Robot Goldrake: Il banchetto dei lupi).

### Zuril
Il ministro delle scienze Zuril (科学長官ズリル?, Kagaku chokan Zuril) è uno scienziato originario della stella Zuul, alleata di Vega. Appare nella serie di UFO Robot Goldrake dopo la morte di Hydargos, prendendone il posto come comandante. La sua presenza inizialmente è mal tollerata da Gandal, dato che Re Vega non ha posto il nuovo ufficiale sotto le sue dipendenze ma ha conferito a entrambi lo stesso grado di Generale; i due porranno fine ai loro contrasti quando Re Vega introdurrà il nuovo ministro della difesa Dantus. Zuril riesce anche per breve tempo a costruire una base avanzata sulla Terra.
Contrariamente a Gandal e Hydargos, che privilegiano l'uso della forza bruta per cercare di sconfiggere Goldrake, Zuril ha un approccio basato sull'elaborazione e sulla strategia, frutto delle sue formidabili conoscenze scientifiche (da lui racchiuse in un microcomputer installato nel suo occhio sinistro). I suoi sofisticatissimi piani falliscono molto spesso a causa dell'intromissione dell'impaziente Gandal.
Zuril, che per lungo tempo appare come un individuo freddo e privo di scrupoli, mostra insospettabili lati sentimentali sul finire della serie. Si scopre infatti che è rimasto vedovo presto e ha allevato da solo l'amatissimo figlio Fritz, divenuto poi ufficiale dell'esercito veghiano; altrettanto sorprendente in Zuril il suo desiderio di risposarsi nientemeno che con Rubina, la figlia di Vega che egli veramente ama, senza dunque essere mosso da ambizioni di potere. Alla notizia della tragica fine del figlio, perito sul suo mostro veghiano in un attacco contro Goldrake, Zuril sarà travolto dalla disperazione, finendo poi per impazzire dopo essersi reso conto che Rubina ama il suo nemico Duke Fleed. Verrà ucciso dalla pistola a raggi fotonici di Koji Kabuto.
È doppiato in giapponese da Takashi Tanaka, Banjō Ginga (nella serie di videogiochi Super Robot Wars) e Tomokazu Seki (Grendizer U), mentre in italiano da Sandro Iovino, Andrea Lala e Carlo Reali nel primo doppiaggio, e da Fabrizio Pucci nel secondo doppiaggio.